# Polizeikontrolle
Die Polizeikontrolle beschreibt im allgemeinen Sprachgebrauch eine von Polizeivollzugsbeamten durchgeführte Kontrolle jeder Art. Bei dem Ausdruck handelt es sich nicht um einen Rechtsbegriff bzw. eine genormte Polizeimaßnahme, sondern vielmehr um ein vielfach genutzten Ausdruck für die Verkehrskontrolle, die Identitätsfeststellung und/oder die Durchsuchung.

## Begriffsbestimmung
Faktisch existiert die „Polizeikontrolle“ in den Bundes- und Landesnormen nicht. Mit dem Begriff sind vornehmlich folgende Maßnahmen gemeint:
- Das Anhalten/Festhalten einer Person zum Zwecke der Identitätsfeststellung und/oder Durchsuchung der Person samt mitgeführter Gegenstände sowie zum Abgleich der erhobenen Personaldaten in den Polizeisystemen (umgangssprachlich auch Personenkontrolle genannt)
- Das Anhalten und Kontrollieren von Verkehrsteilnehmern und Fahrzeugen (Verkehrskontrolle, umgangssprachlich manchmal auch Fahrzeugkontrolle genannt)
- Überprüfung von Personen und Legitimierung der Ausweisdokumente, häufig in bestimmten Bereichen und Regionen wie Bahnhöfe, Flughäfen oder Grenzen (Ausweiskontrolle, Grenzkontrolle)

Eine „Polizeikontrolle“ kann zur Gefahrenabwehr oder zur Verfolgung strafbarer Handlungen (Strafverfolgung) durchgeführt werden. Die Eingriffsermächtigung richtet sich nach dem Ziel und dem Zweck der Maßnahme, beispielsweise nach den Gefahrenabwehrgesetzen der einzelnen Länder, der Straßenverkehrs-Ordnung oder der Strafprozessordnung.
Eine Polizeikontrolle ist weder eine strafprozessuale Kontrollstelle (Strafverfahrensrecht, § 111 StPO) noch eine Verkehrskontrolle nach § 36 V 1 StVO (Verkehrsrecht). Dabei sehen manche Polizeigesetze ebenfalls Kontrollstellen nach dem Gefahrenabwehrrecht vor (z. B. § 12 I Nr. 4 PolG NRW), auf die der Begriff der Polizeikontrolle, anders als bei der strafprozessualen Kontrollstelle, zutrifft.